# Philippe Farjon
Pour les articles homonymes, voir Farjon.
Philippe Jean Gérard Farjon, né le 26 février 1936 à Paris, et mort le 9 décembre 2021 à Saint-Avertin,, est un pilote automobile français.

## Carrière
Philippe Farjon participe à des courses de voitures de sport pendant trois décennies, notamment aux 24 Heures du Mans. Les vainqueurs et leurs voitures, tout au long de sa carrière au Mans, montrent combien cette période est longue. Lors de sa première course, qu'il dispute en 1964 sur une René Bonnet Aérodjet, Jean Guichet et Nino Vaccarella s'imposent sur une Ferrari 275P d'usine.
Lors de sa dernière participation en 1990, John Nielsen, Price Cobb et Martin Brundle remportent la course avec la Jaguar XJR-12.
Philippe Farjon remporte des victoires de classe en 1964 et 1989. Lors des 1000 km de Paris en 1972, il abandonne prématurément après un dommage à l'embrayage de la Chevron B19.
Par ailleurs, Philippe Farjon remporte le rallye Jeanne d'Arc en 1965 et le Rallye d'Automne à deux reprises, en 1971 et 1973. Il est également le cofondateur du Critérium de Touraine.

## Statistiques

### Résultats aux 24 Heures du Mans
| Année | Équipe                  | Voiture       | Coéquipier          | Coéquipier    | Classement                      | Cause d’abandon |
| ----- | ----------------------- | ------------- | ------------------- | ------------- | ------------------------------- | --------------- |
| 1964  | Automobiles René Bonnet |               | Serge Lelong        |               | 23e place et victoire de classe |                 |
| 1967  | Philippe Farjon         | Porsche 911S  | André Wicky         |               | Abandon                         | Vilebrequin     |
| 1969  | Philippe Farjon         | Porsche 911S  | Jacques Dechaumel   |               | 14e                             |                 |
| 1972  | Christian Poirot        | Porsche 908/2 | Christian Poirot    |               | Non classé                      |                 |
| 1989  | Courage Compétition     | Cougar C20B   | Jean-Claude Andruet | Shunji Kasuya | 14e place et victoire de classe |                 |
| 1990  | Établissements Chéreau  | Cougar C20B   | Jean Messaoudi      |               | Abandon                         | Accident        |